# Ficedula platenae
Papa-moscas-de-palawan ou papa-moscas-de-palauã (Ficedula platenae) é uma espécie de ave da família Muscicapidae.
É endémica das Filipinas.
Os seus habitats naturais são: florestas subtropicais ou tropicais húmidas de baixa altitude.
Está ameaçada por perda de habitat.